# Джилл Келли
Джилл Келли (англ. Jill Kelly; наст. имя — Адрианна Мур (англ. Adrianna Moore)) — порноактриса, фотомодель и актриса. Родилась 1 февраля 1971 года. Работала с такими студиями как Wicked Pictures, VCA Pictures и Vivid. Имеет татуировку в виде сердца на правом бедре и татуировку в виде ковбойской шляпы на левом предплечье.

## Порнокарьера
Порнокарьера Джилл началась с приглашения от её мужа — порноактёра Кэла Джаммера. После самоубийства мужа Джилл на некоторое время оставила порноиндустрию. Однако вскоре вернулась в жанр и открыла вместе с новой любовницей, порноактрисой Пи Джей Спаркс, собственную порностудию. В конце 90-х впервые занялась анальным сексом. После серии секс-скандалов в 1999 году, связанных с ВИЧ-инфицированными актёрами, Пи Джей Спаркс покинула порноиндустрию. Тогда же распалась самая известная однополая пара американского порнобизнеса.

## Премии и номинации
- 1995: XRCO Award: «Best Girl-Girl Scene» (zusammen mit Traci Allen, Careena Collins, Felecia, und Misty Rain (Takin' It To The Limit 6)
- 1996: AVN Awards: «Best Group Sex Scene — Film» (Borderline (Film))[2]
- 1996: AVN Awards: «Best All-Girl Sex Scene — Video» (Takin' It to the Limit 6)[3]
- 1997: AVN Awards: «Best All-Girl Sex Scene — Film» (Dreams of Desire)[3]
- 1997: XRCO Award: «Female Performer Of The Year»[4]
- 1998: Hot d’Or Award: «Best Actress» (Exile)
- 1999: AVN Awards: «Best Couples Sex Scene» (Dream Catcher)[3]
- 2011: введена в Зал славы Legends of Erotica[5]